# La Neuve-Lyre
La Neuve-Lyre és un municipi francès situat al departament de l'Eure i a la regió de Normandia. L'any 2007 tenia 607 habitants.

## Demografia

### Població
El 2007 la població de fet de La Neuve-Lyre era de 607 persones. Hi havia 272 famílies de les quals 104 eren unipersonals (64 homes vivint sols i 40 dones vivint soles), 92 parelles sense fills, 64 parelles amb fills i 12 famílies monoparentals amb fills.
La població ha evolucionat segons el següent gràfic:
Habitants censats

### Habitatges
El 2007 hi havia 352 habitatges, 279 eren l'habitatge principal de la família, 48 eren segones residències i 25 estaven desocupats. 286 eren cases i 66 eren apartaments. Dels 279 habitatges principals, 155 estaven ocupats pels seus propietaris, 117 estaven llogats i ocupats pels llogaters i 7 estaven cedits a títol gratuït; 5 tenien una cambra, 18 en tenien dues, 67 en tenien tres, 88 en tenien quatre i 101 en tenien cinc o més. 157 habitatges disposaven pel capbaix d'una plaça de pàrquing. A 137 habitatges hi havia un automòbil i a 79 n'hi havia dos o més.

### Piràmide de població
La piràmide de població per edats i sexe el 2009 era:
| Homes | Edats   | Dones |
| ----- | ------- | ----- |
| 0     | 95 o +  | 0     |
| 0     | 90 a 94 | 12    |
| 12    | 85 a 89 | 8     |
| 0     | 80 a 84 | 4     |
| 16    | 75 a 79 | 20    |
| 12    | 70 a 74 | 12    |
| 20    | 65 a 69 | 20    |
| 12    | 60 a 64 | 16    |
| 20    | 55 a 59 | 12    |
| 16    | 50 a 54 | 32    |
| 28    | 45 a 49 | 12    |
| 28    | 40 a 44 | 28    |
| 8     | 35 a 39 | 12    |
| 8     | 30 a 34 | 0     |
| 24    | 25 a 29 | 20    |
| 32    | 20 a 24 | 28    |
| 12    | 15 a 19 | 16    |
| 16    | 10 a 14 | 12    |
| 20    | 5 a 9   | 12    |
| 0     | 0 a 4   | 8     |

## Economia
El 2007 la població en edat de treballar era de 378 persones, 258 eren actives i 120 eren inactives. De les 258 persones actives 201 estaven ocupades (115 homes i 86 dones) i 57 estaven aturades (28 homes i 29 dones). De les 120 persones inactives 45 estaven jubilades, 20 estaven estudiant i 55 estaven classificades com a «altres inactius».

### Ingressos
El 2009 a La Neuve-Lyre hi havia 262 unitats fiscals que integraven 551 persones, la mediana anual d'ingressos fiscals per persona era de 15.907 €.

### Activitats econòmiques
Dels 32 establiments que hi havia el 2007, 1 era d'una empresa extractiva, 2 d'empreses alimentàries, 2 d'empreses de fabricació d'altres productes industrials, 1 d'una empresa de construcció, 10 d'empreses de comerç i reparació d'automòbils, 1 d'una empresa de transport, 4 d'empreses d'hostatgeria i restauració, 1 d'una empresa financera, 1 d'una empresa de serveis, 5 d'entitats de l'administració pública i 4 d'empreses classificades com a «altres activitats de serveis».
Dels 8 establiments de servei als particulars que hi havia el 2009, 1 era una oficina de correu, 1 una oficina bancària, 1 taller de reparació d'automòbils i de material agrícola, 1 lampisteria, 2 perruqueries i 2 restaurants.
Dels 9 establiments comercials que hi havia el 2009, 1 era un supermercat, 1 una botiga de més de 120 m², 1 una botiga de menys de 120 m², 3 carnisseries, 1 una peixateria, 1 una perfumeria i 1 una joieria.
L'any 2000 a La Neuve-Lyre hi havia 4 explotacions agrícoles.

## Equipaments sanitaris i escolars
El 2009 hi havia 1 farmàcia i 1 ambulància.
El 2009 hi havia una escola elemental integrada dins d'un grup escolar amb les comunes properes formant una escola dispersa.

## Poblacions més properes
El següent diagrama mostra les poblacions més properes.